# Boscos de mopane d'Angola
El bosc de mopane d'Angola és una ecoregió de l'ecozona afrotropical, definida per WWF, i que s'estén per Àfrica austral, entre Angola i Namíbia.

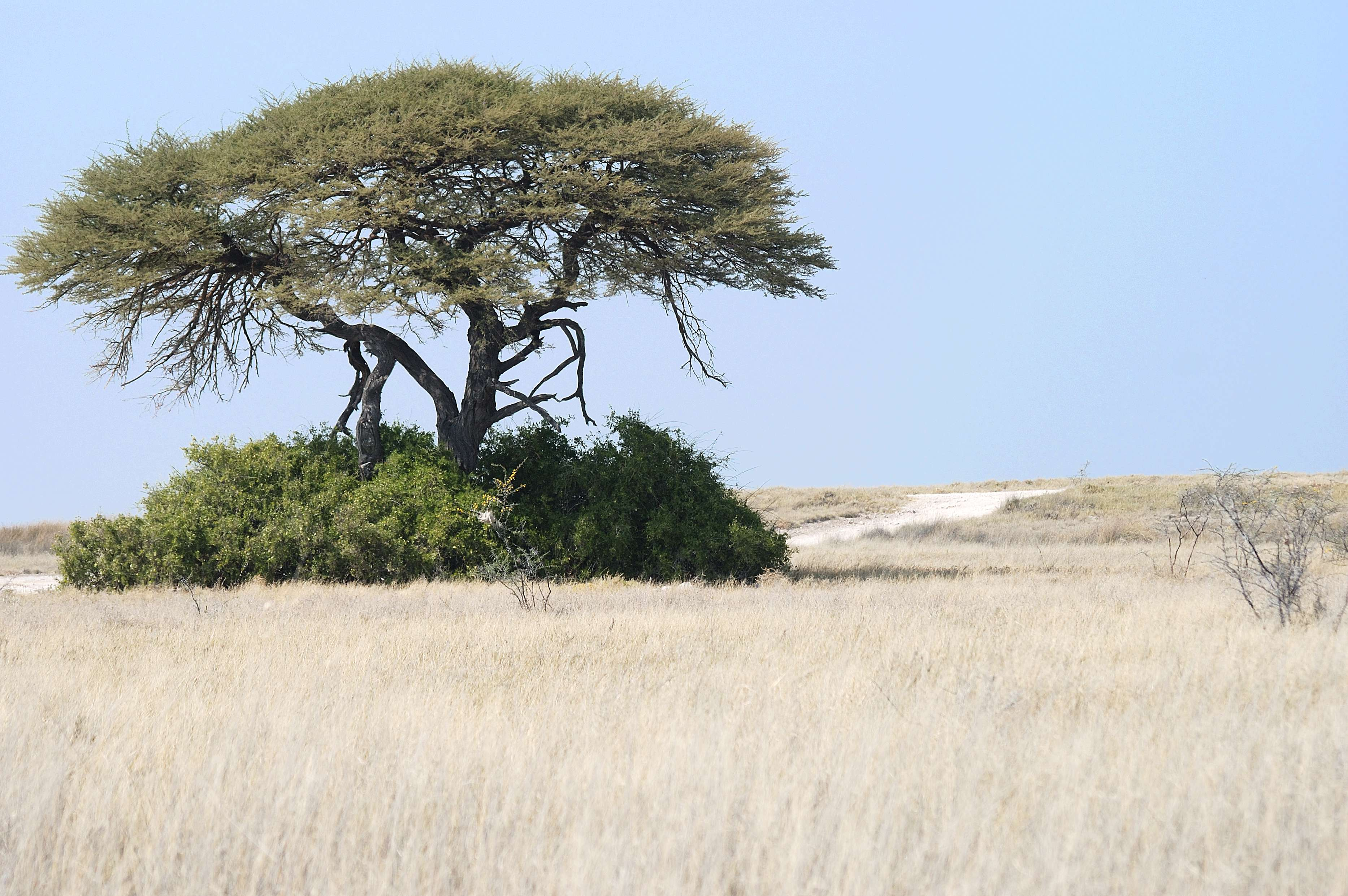
Pastures al Parc Nacional d'Etosha a Namíbia

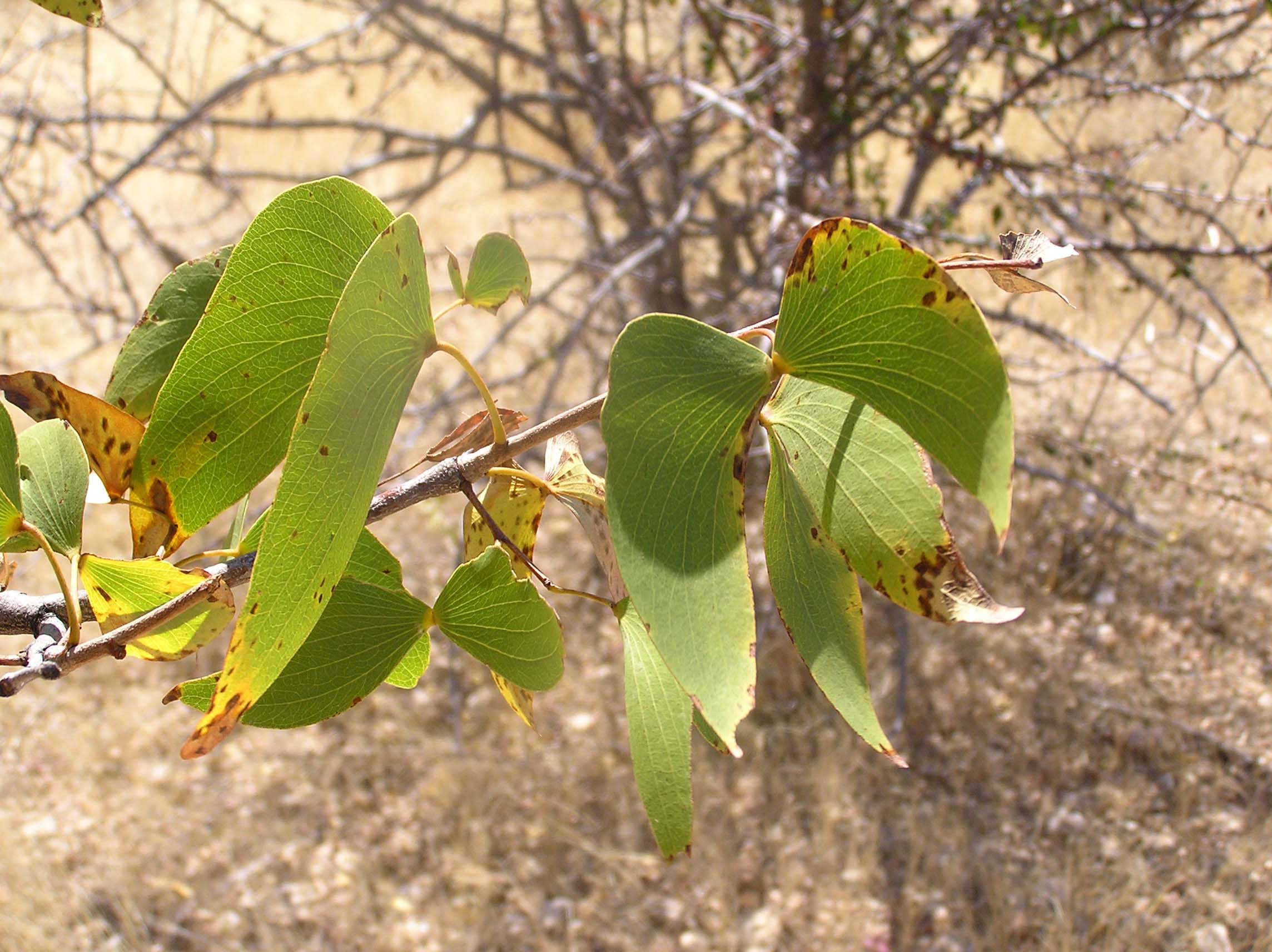
L'arbre mopane

## Descripció
És una ecoregió de sabana que ocupa una extensió de 133.500 quilòmetres quadrats al sud d'Angola i el nord de Namíbia, en l'extrem occidental de l'altiplà d'Àfrica central.
Envolta completament l'ecoregió denominada salines de la depressió d'Etosha, al nord de Namíbia. Limita al nord amb els boscos de miombo d'Angola i el mosaic muntanyenc de boscos i pastures d'Angola, al nord-est amb la sabana arbolada de teca del Zambeze, a l'est amb la sabana arbrada del Kalahari, al sud-est amb la sabana xeròfila del Kalahari i a l'oest amb la boscos de la sabana de Namíbia.
El terreny és pla, més elevat cap al sud, on assoleix els 1857 msnm a l'altiplà de Waterberg. L'ecoregió està envoltada pel nord, oest i sud-oest per terreny muntanyenc.
Les precipitacions anuals mitjanes varien entre 400 mm (a l'oest) i 600 mm (a l'est), i es concentren en els mesos d'estiu, entre agost i abril, sobretot al febrer. Les temperatures mitjanes també augmenten d'oest a est, amb màximes des de 24 a 30 °C i mínimes de 9 a 12 °C.
El riu Cunene és l'únic que flueix permanentment per la regió. També és important la conca del Cuvelai, una àrea de 7000 km² sl nord de Namíbia formada per canals intermitents paral·lels i succints, anomenats oshanas, que en els períodes d'inundacions omplen el llac Oponono, font del riu Ekuma.

## Flora
L'arbre que dona nom a l'ecoregió, el mopane (Colophospermum mopane) és el més representatiu d'aquesta sabana. Es presenta en forma arbustiva o arbòria en funció de les condicions locals. A Angola, predomina la sabana arbustiva espinosa de mopane associat amb altres arbres, com acàcies (Acacia kirkii, Acacia nilotica, Acacia hebeclada i Acacia erubescens), la lira (Securinega virosa), el sàndal africà (Spirostachys africana), les espècies de Terminalia Terminalia prunoides i Terminalia sericea, l'arç de bruixot (Ximenia americana), la jatrofa Jatropha campestris, etc. A Namíbia, per contra, el mopane assoleix de set a deu metres d'altura i forma una sabana arbrada amb sotabosc d'arbusts.

## Fauna
La diversitat de mamífers és alta: zebra de Burchell (Equus quagga burchelli), nyu blau (Connochaetes taurinus), springbok (Antidorcas marsupialis), elefant de sabana (Loxodonta africana), girafa (Giraffa camelopardalis), zebra de Hartmann (Equus zebra hartmannae), rinoceront negre (Diceros bicornis), orix del Cap (Oryx gazella gazella), eland del Cap (Taurotragus oryx), kudú (Tragelaphus strepsiceros), antílop ruà (Hippotragus equinus), steenbok (Raphicerus campestris), dic-dic de Kirk (Madoqua kirki), impala (Aepyceros melampus), lleó (Panthera leo), lleopard (Panthera pardus), guepardo (Acinonyx jubatus), hiena tacada (Crocuta crocuta), hiena marró (Parahyaena brunnea), xacal de gualdrapas (Canis mesomelas) i guineu orelluda (Otocyon megalotis). El rinoceront blanc (Ceratotherium simum) ha estat reintroduït recentment.
S'han registrat 375 espècies d'aus. La diversitat d'aràcnids és també molt alta.

## Endemismes
Hi ha pocs endemismes. Quatre espècies de rèptils són endèmiques: el geco Afrogecko ansorgii, la serp Coluber zebrina, el llangardaix Pedioplanis rubens i Psammophylax ocellatus, una serp verinosa de més d'un metre de longitud. Es coneix un amfibi endèmic: la granota Ptychadena mapacha.
Entre els aràcnids, hi ha set aranyes, dos solífugs i dos escorpins endèmics.

## Estat de conservació
En perill crític. La principal amenaça és la caça major.

## Protecció
A Angola es troben els parcs nacionals de Bikuar i Mupa, molt delmats per la Guerra Civil angolesa i, a Namíbia, el Parc Nacional Etosha, amenaçat durant la Guerra d'Independència de Namíbia.